# Brownstown, Cambria County, Pennsylvania
Brownstown är en ort i Cambria County i delstaten Pennsylvania, USA.